# Фолкушова
Фолкушова (слч. Folkušová) насељено је мјесто са административним статусом сеоске општине (слч. obec) у округу Мартин, у Жилинском крају, Словачка Република.

## Становништво
| Година:    | 1994. | 2004.   | 2014.   | 2024.    |
| ---------- | ----- | ------- | ------- | -------- |
| Број људи: | 130   | 128     | 137     | 158      |
| Разлика:   |       | -1,53 % | +7,03 % | +15,32 % |

| Година:    | 2023. | 2024.   |
| ---------- | ----- | ------- |
| Број људи: | 157   | 158     |
| Разлика:   |       | +0,63 % |

Према подацима о броју становника из 2011. године насеље је имало 139 становника.